# Рудня-Журавльова
Рудня-Журавльова — (біл. вёска Рудня-Жураўлёва), село (веска) в складі Брагінського району розташоване в Гомельській області Білорусі. Село підпорядковане Вугловській сільській раді і в ньому мешкає 189 чоловік (станом на 2004 рік).
Село Рудня-Журавльова розташоване на південному сході Білорусі, в південній частині Гомельської області, неподалік від районного центру Брагіна (за 18 кілометрів північніше).